# Parit Kebumen
Parit Kebumen is een bestuurslaag in het regentschap Bengkalis van de provincie Riau, Indonesië. Parit Kebumen telt 1266 inwoners (volkstelling 2010).